# Kirowo (rejon pskowski)
Kirowo (ros. Кирово) – wieś (dieriewnia) w Rosji, w obwodzie pskowskim, w rejonie pskowskim. W 2010 liczyła 297 mieszkańców.